# Presidenti del Partito Nazionale Liberale (Romania)
Di seguito una lista complessiva dei presidenti del Partito Nazionale Liberale (Romania) dalla fondazione del 1875 ad oggi.
| N° | Presidente (Nascita-morte) | Presidente (Nascita-morte)         | Mandato           | Mandato           | Durata               | Note                           |
| N° | Presidente (Nascita-morte) | Presidente (Nascita-morte)         | Inizio            | Fine              | Durata               | Note                           |
| --- | -------------------------- | ---------------------------------- | ----------------- | ----------------- | -------------------- | ------------------------------ |
| 1° |                            | Ion C. Brătianu (1821-1891)        | 24 maggio 1875    | 4 maggio 1891     | 15 anni e 345 giorni |                                |
| 2° |                            | Dumitru Brătianu (1818-1892)       | 21 maggio 1891    | 8 giugno 1892     | 1 anno e 18 giorni   |                                |
| 3° |                            | Dimitrie A. Sturdza (1833-1914)    | 20 novembre 1892  | 10 gennaio 1909   | 16 anni e 51 giorni  |                                |
| 4° |                            | Ion I. C. Brătianu (1864-1927)     | 11 gennaio 1909   | 24 novembre 1927  | 18 anni e 317 giorni |                                |
| 5° |                            | Vintilă Brătianu (1867-1930)       | 24 novembre 1927  | 21 dicembre 1930  | 3 anni e 27 giorni   |                                |
| 6° |                            | Ion Duca (1879-1933)               | 28 dicembre 1930  | 29 dicembre 1933  | 3 anni e 1 giorno    | Assassinato mentre in carica   |
| 7° |                            | Dinu Brătianu (1866-1950)          | 4 gennaio 1934    | novembre 1947     | 13 anni e 330 giorni |                                |
| Nel 1947, all'instaurazione della Repubblica Socialista di Romania, tutti i partiti vennero messi fuorilegge, tranne il Partito Comunista Romeno (PCR). Il Partito Nazionale Liberale (PNL) venne rifondato nel 1990, dopo la rivoluzione romena del 1989 |                            |                                    |                   |                   |                      |                                |
| 8° |                            | Radu Câmpeanu (1922-2016)          | 15 gennaio 1990   | 28 febbraio 1993  | 3 anni e 44 giorni   |                                |
| 9° |                            | Mircea Ionescu-Quintus (1917-2017) | 28 febbraio 1993  | 18 febbraio 2001  | 7 anni e 356 giorni  |                                |
| 10° |                            | Valeriu Stoica (1953- )            | 18 febbraio 2001  | 24 agosto 2002    | 1 anno e 187 giorni  |                                |
| 11° |                            | Theodor Stolojan (1943- )          | 24 agosto 2002    | 2 ottobre 2004    | 2 anni e 39 giorni   |                                |
| 12° |                            | Călin Popescu Tăriceanu (1952- )   | 2 ottobre 2004    | 20 marzo 2009     | 4 anni e 169 giorni  |                                |
| 13° |                            | Crin Antonescu (1959- )            | 20 marzo 2009     | 2 giugno 2014     | 5 anni e 74 giorni   |                                |
| 14° |                            | Klaus Iohannis (1959- )            | 2 giugno 2014     | 18 dicembre 2014  | 0 anni e 199 giorni  |                                |
| 15° |                            | Vasile Blaga (1956- )              | 18 dicembre 2014  | 28 settembre 2016 | 1 anno e 285 giorni  | Copresidente con Alina Gorghiu |
| 15° |                            | Alina Gorghiu (1978- )             | 18 dicembre 2014  | 12 dicembre 2016  | 1 anno e 360 giorni  | Copresidente con Vasile Blaga  |
| - |                            | Raluca Turcan (1976- )             | 13 dicembre 2016  | 17 giugno 2017    | 0 anni e 186 giorni  | Ad interim                     |
| 16° |                            | Ludovic Orban (1963- )             | 17 giugno 2017    | 25 settembre 2021 | 4 anni e 100 giorni  |                                |
| 17° |                            | Florin Cîțu (1972- )               | 25 settembre 2021 | 2 aprile 2022     | 0 anni e 189 giorni  |                                |
| - |                            | Gheorghe Flutur (1960- )           | 2 aprile 2022     | 10 aprile 2022    | 0 anni e 8 giorni    | Ad interim                     |
| 18° |                            | Nicolae Ciucă (1967- )             | 10 aprile 2022    | 25 novembre 2024  | 2 anni e 229 giorni  |                                |
| - |                            | Ilie Bolojan (1969- )              | 25 novembre 2024  | 12 febbraio 2025  | 0 anni e 79 giorni   | Ad interim                     |
| - |                            | Cătălin Predoiu (1968- )           | 12 febbraio 2025  | 26 maggio 2025    | 0 anni e 103 giorni  | Ad interim                     |
| - |                            | Ilie Bolojan (1969- )              | 26 maggio 2025    | in carica         | 0 anni e 35 giorni   | Ad interim                     |